# Прегель, София Юльевна
София Юльевна Прегель (1897—1972) — русская поэтесса, мемуарист первой волны эмиграции.

## Биография
Родилась в семье купца 2-й гильдии Юлия Владимировича (Юделя Вульфовича) Прегеля (1866—1939) и пианистки и певицы Розы (Рухли) Иосифовны Прегель (урождённой Глазер, 1872—1944). У Софии были братья Борис и Александр (1907—1998) и сестра Клара (1902—1969).
В 1907 году поступила во второй класс частной женской гимназии Л. Д. Чудновской, которую окончила в 1913 году с серебряной медалью. Первые стихи печатала в самодельном гимназическом журнале.
В 1913 году поступила в Одесскую театральную студию; полтора года состояла в труппе местного театра, появляясь в эпизодических ролях. В 1916 году была принята в Петроградскую консерваторию Императорского Музыкального общества, в течение года училась по классу пения. После большевистского переворота, в мае 1918 года вернулась в Одессу.
В 1920 году вместе с семьёй перебралась в Крым, принимала участие в местных литературных кружках. В 1921 году ненадолго вернулась в Одессу; в первой половине 1922 года навсегда покинула Россию.
Некоторое время жила в Константинополе у брата Бориса, затем обосновалась в Берлине. В феврале 1928 года стала участницей новообразованного Берлинского клуба поэтов, принимала участие в его заседаниях, открытых вечерах, коллективных поэтических сборниках.
Летом 1933 года перебралась в Париж. Входила в Объединение русских поэтов и писателей в Париже, сотрудничала в «Современных записках», «Числах» и других журналах и альманахах.
В 1940 году, ввиду приближения нацистов, уехала вместе с матерью, братом и сестрой из Парижа в Лиссабон; в конце года оказалась в Нью-Йорке. Принимала участие в «Литературных понедельниках», проводившихся Объединением русских писателей в Нью-Йорке; примкнула к Обществу приехавших из Европы, стала членом совета директоров American-Russian Cultural Association (ARCA).
С февраля 1942 года начала издавать журнал «Новоселье», стремясь объединить в нём антифашистские, либерально-демократические творческие силы. Журнал просуществовал 8 лет; последние два строенных номера увидели свет в Париже, куда Прегель вернулась осенью 1948 года
В ноябре 1957 года возглавила издательство «Рифма» после смерти его основательницы Ирины Яссен (Рахиль Самойловна Чеквер, 1893—1957). В первой половине 1960-х годов начала работу над романом-хроникой «Моё детство», оставшимся незавершённым и увидевшим свет после смерти автора стараниями Б. Ю. Прегеля.
Похоронена в семейном склепе на кладбище Баньё (фр. Bagnieux).

### Стихи
- Разговор с памятью. — Париж: Числа, 1935. — 93 с.
- Солнечный произвол. — Париж: Современные записки, 1937. — 95 с.
- Полдень: 3-я кн. стихов Архивная копия от 29 октября 2020 на Wayback Machine. — Париж: Дом книги; Современные записки, 1939. — 93 с. (Русские поэты. Вып. 8).
- Берега: 4-я кн. стихов Архивная копия от 29 октября 2020 на Wayback Machine. — Париж: Новоселье, 1953. — 111 с.
- Встреча: 5-я кн. стихов. — Париж: Новоселье, 1958. — 95 с.
- Весна в Париже: 6-я кн. стихов. — Париж: Новоселье, 1966. — 88 с.
- Последние стихи: 7-я кн. стихов / [Под ред. М. Слонима]. — Париж: Новоселье, 1973. — 80 с.

### Романы
- Моё детство / [Подгот. текста В. Андреева]. — Париж: Новоселье.
  - Т. 1. — 1973. — 379 с.
  - Т. 2 (недоступная ссылка). — 1973. — 423 с.
  - Т. 3. — 1974. — 479 с.

### Собрания сочинений
- Разговор с памятью. В 2 т. / Сост., подг. текста, вст. статья и комм. В. Хазана. — М.: Водолей, 2017. — (Серебряный век. Паралипоменон).
  - Т. I: Стихи, проза, очерки и статьи. 696 с.
  - Т. II, Кн. 1—2: Письма. 744, 792 с.